# Shogo Nakai
Shogo Nakai (中井 昇吾 Nakai Shogo?), född 19 juni 1984 i Shiga prefektur, är en japansk före detta fotbollsspelare.
Nakai började sin karriär 2003 i Kashiwa Reysol. 2005 flyttade han till Mito HollyHock. Han avslutade karriären 2005.